# C International photo magazine
C International Photo es una publicación periódica que tiene como objetivo promover el debate y la creatividad en la fotografía contemporánea. El criterio de selección de las obras juega un papel importante, se busca traspasar las barreras culturales, geográficas y temáticas y, sobre todo, la calidad como referente principal.
Fue creada por Elena Ochoa , fundadora de Ivorypress y es publicada dos veces al año, en dos versiones: Inglés/Chino y Español/Japonés. Su diseño y la dirección de arte está a cargo del diseñador Oscar Mariné. Encuadernada en tapa dura, con aproximadamente 300 páginas, su apariencia se asemeja más al criterio de un libro que al de una revista. En su conjunto busca emular los muros blancos y la atmósfera de una galería de arte sin que los textos interfieran en sus páginas centrales. 
Cada número presenta, aunque no de manera exclusiva, un tema específico que se aborda a través de las secciones habituales de la publicación : Collector, Archive, Scope, Portfolio, C Action, Vintage y Guest.
En COLLECTOR se publica una selección de alguna colección privada o pública, junto a una entrevista con el coleccionista o el comisario responsable, para conocer cómo se crea y desarrolla la colección.
En ARCHIVE se expone un trabajo fotográfico desconocido o inédito de autores célebres, así como archivos que registran la historia. 
SCOPE ofrece un panorama ecléctico de la producción de artistas actuales, cuyo trabajo se representa con una o dos imágenes. El propósito es ilustrar las nuevas tendencias creativas. 
PORTFOLIO presenta series realizadas por fotógrafos contemporáneos. Algunas son imágenes recientes e inéditas, mientras otras ayudan a contextualizar el trabajo de cada artista y esbozar su evolución en los últimos años. 
La sección C ACTION refleja el resultado de la iniciativa de C Photo de promover la creación fotográfica. En cada número, al menos dos artistas son becados para que creen una serie que publicará exclusivamente C Photo. 
Estas fotos configuran la colección de fotografía contemporánea de C International Photo Magazine y serán gradualmente expuestas, tanto en sus páginas, como en otros medios. La selección de los participantes es elegida por el equipo editorial en colaboración con varios comisarios, galeristas y especialistas en fotografía provenientes de instituciones públicas y privadas. La selección no está sujeta a ninguna condición previa incluyendo el origen geográfico o la temática que se presenta en las imágenes, sólo la calidad es el criterio. 
En VINTAGE se representa el legado de los maestros de la fotografía; son trabajos que han supuesto puntos de inflexión en nuestra sensibilidad estética y, en consecuencia, han afectado a la evolución del lenguaje fotográfico. La sección intenta recuperar y celebrar los trabajos que han contribuido profundamente a la historia de este género artístico.
En GUEST C Photo Magazine invita a alguna personalidad, generalmente proveniente de un campo creativo fuera de la fotografía, para que revele su último acercamiento a este medio o cómo lo usa en su proceso creativo. Esta sección acerca la fotografía al público desde otro ángulo. Wim Wenders, Brian Eno, Bill Viola, Marina Abramović, Andy Goldsworthy, Dennis Hopper, Isabel Coixet y Oscar Mariné son algunos de los artistas que han colaborado. 
La publicación está dirigida predominantemente a la exposición de imágenes fotográficas. Sin embargo, se añaden ensayos de escritores, filósofos y artistas reconocidos que exploran la tarea y el significado de este género. 
En definitiva C International Photo Magazine pretende crear una enciclopedia de fotografía, que pueda ser usada como fuente de referencia en el futuro.